# Penguin (Tasmanien)
Penguin ist eine Stadt in Tasmanien an der nordwestlichen Küste am Bass Highway, zwischen Burnie und Ulverstone. Penguin liegt 17 Kilometer östlich von Burnie und 137 Kilometer nordwestlich von Launceston.

## Geschichte
Das Gebiet der Stadt wurde von George Bass und Matthew Flinders erkundet, als sie 1793 mit dem Schiff die Meerenge Bass-Straße zwischen Australien und Tasmanien befuhren. Joseph Fossey reiste in den 1820er Jahren durch das Gebiet und benannte die Berge, die sich hinter der Stadt erheben, Dial Range. 1861 nahm Edward Beecraft 167 Acres Land in Anspruch, danach begann die Besiedelung. Am 25. Oktober 1875 wurde Penguin zur Stadt ernannt. Als in Victoria in den 1850er Jahren der Goldrausch ausbrach, entwickelte sich der Ort zu einem bedeutenden Hafen, von dem aus Bauholz aus den Wäldern über die Bass-Straße nach Australien verschifft wurde. Die Stadt wurde von dem Botaniker Ronald Campbell Gunn nach den im Sommer an der Küste lebenden Kolonien der Zwergpinguine (Eudyptula minor) benannt. Die Eisenbahn erreichte 1901 den Ort, dadurch erhielt der Hafen weitere Bedeutung, da nun lokale Produkte entlang der Küste zu den Überseehäfen nach Burnie und Devonport transportiert werden konnten.

## Heute
Penguin wird häufig von Touristen besucht, diese kommen vor allem, um die Zwergpinguine, die zwischen November und März an die Küste kommen, zu sehen. Im Ort gibt es mehrere Kirchen und holländische Windmühlen. In die nahe Umgebung führen Wanderwege zum Mount Montgomery der Dial Range oder zum Johnsons Beach Reef.

## Klima
|                   | Jan  | Feb  | Mär  | Apr  | Mai  | Jun   | Jul   | Aug   | Sep   | Okt  | Nov  | Dez  |   |       |
|                   |      |      |      |      |      |       |       |       |       |      |      |      |   |       |
| Niederschlag (mm) | 56,0 | 38,6 | 42,4 | 72,3 | 88,5 | 106,1 | 115,6 | 117,4 | 116,5 | 81,0 | 69,3 | 69,4 | Σ | 973,1 |
|                   |      |      |      |      |      |       |       |       |       |      |      |      |   |       |
| Regentage (d)     | 7,9  | 6,3  | 6,3  | 8,4  | 11,6 | 12,4  | 14,1  | 15,1  | 15,7  | 11,6 | 9,7  | 8,8  | Σ | 127,9 |

|  |

|  |

|  |

|  |

|  |

|  |

|  |

|  |

|  |

|  |

|  |

|  |

|  |

|  |

|  |

|  |

|  |

|  |

|  |

|  |

|  |

|  |

|  |

|  |